# Деспард (Западна Вирџинија)
Деспард (енгл. Despard) насељено је место без административног статуса у америчкој савезној држави Западна Вирџинија.

## Демографија
По попису из 2010. године број становника је 1.004, што је 35 (-3,4%) становника мање него 2000. године.
| Група             | 2000.         | 2010.       |
| Белци             | 1.004 (96,6%) | 968 (96,4%) |
| Афроамериканци    | 24 (2,3%)     | 14 (1,4%)   |
| Азијати           | 0 (0,0%)      | 0 (0,0%)    |
| Хиспаноамериканци | 3 (0,3%)      | 10 (1,0%)   |
| Укупно            | 1.039         | 1.004       |